# Neorcarnegia bispinosa
Neorcarnegia bispinosa is een vlinder uit de familie nachtpauwogen (Saturniidae), onderfamilie Ceratocampinae.
De wetenschappelijke naam van de soort is voor het eerst geldig gepubliceerd door Naumann in 2006.